# Nicholas Hay, 2. Earl of Erroll

Wappen des Earl of Erroll

Nicholas Hay, 2. Earl of Erroll (* um 1450; † 1470) war ein schottischer Adliger.

## Leben
Er war der ältere Sohn des William Hay, 1. Earl of Erroll († um 1462), aus dessen Ehe mit Lady Beatrix Douglas, Tochter des James Douglas, 7. Earl of Douglas.
Er sollte zunächst mit Margaret Gordon († 1506), einer illegitimen Tochter des Alexander Gordon, 1. Earl of Huntly, verheiratet werden. Der entsprechende Ehevertrag wurde aber nicht umgesetzt und Nicholas heiratete stattdessen mit Ehevertrag vom 15. November 1461 deren legitime Halbschwester Lady Elizabeth Gordon († 1500).
Als sein Vater um 1462 starb, erbte er dessen Adelstitel als 3. Earl of Erroll, 4. Lord Hay und 3. Lord Slains, sowie dessen Ländereien, einschließlich des Familiensitzes Slains Castle in Aberdeenshire, und das Erbamt des Lord High Constable of Scotland.
Mit Urkunde vom 31. Januar 1467 erwarb er die Ländereien Ergaith und Lesbany in Perthshire.
Seine Witwe erhielt nach seinem Tod, 1470, die Ländereien Cassillis und Dunure in Ayrshire und heiratete spätestens 1471 in zweiter Ehe John Kennedy, 2. Lord Kennedy. Da Nicholas kinderlos geblieben war, fielen seine Adelstitel und seine übrigen Ländereien bei seinem Tod, an seinen jüngeren Bruder William als 3. Earl.